# Liste des gouverneurs actuels des États du Mexique

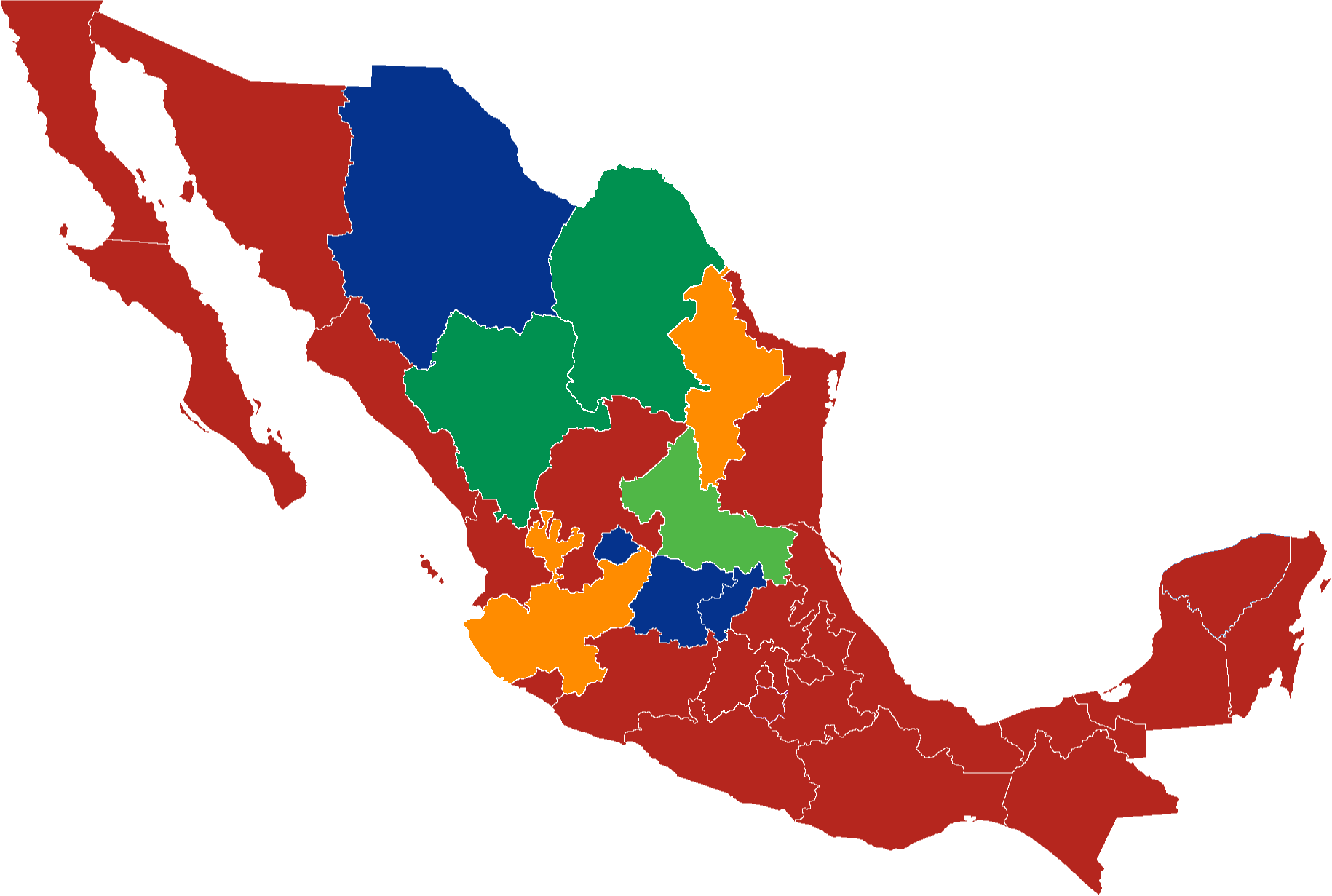
Affiliation politique des gouverneurs des États du Mexique en 2024:
Mouvement de régénération nationale (MORENA) : 23
Parti action nationale (PAN) : 4
Parti révolutionnaire institutionnel (PRI) : 2
Mouvement citoyen (MC) : 2
Parti vert écologiste (PVE) : 1

Cette page dresse la liste des gouverneurs actuels des États du Mexique (les gouverneurs des 31 États au sens strict ainsi que le chef du gouvernement de la Ville de Mexico).

## Gouverneurs
| Entité fédérale         | Nom                            | Parti | Depuis le         |
| ----------------------- | ------------------------------ | ----- | ----------------- |
| Aguascalientes          | Tere Jiménez                   |       | 1er octobre 2022  |
| Basse-Californie        | Marina del Pilar Ávila Olmeda  |       | 1er novembre 2021 |
| Basse-Californie-du-Sud | Víctor Manuel Castro Cosío     |       | 10 septembre 2021 |
| Campeche                | Layda Sansores                 |       | 16 septembre 2021 |
| Chiapas                 | Eduardo Ramírez Aguilar        |       | 8 décembre 2024   |
| Chihuahua               | María Eugenia Campos Galván    |       | 8 septembre 2021  |
| Coahuila                | Manolo Jiménez Salinas         |       | 1er décembre 2023 |
| Colima                  | Indira Vizcaíno Silva          |       | 1er novembre 2021 |
| Durango                 | Esteban Villegas Villarreal    |       | 15 septembre 2022 |
| Guanajuato              | Diego Sinhue Rodríguez Vallejo |       | 26 septembre 2018 |
| Guerrero                | Evelyn Salgado Pineda          |       | 15 octobre 2021   |
| Hidalgo                 | Julio Menchaca Salazar         |       | 5 septembre 2022  |
| Jalisco                 | Pablo Lemus Navarro            | MC    | 6 décembre 2024   |
| Mexico                  | Martí Batres                   |       | 16 juin 2023      |
| État de Mexico          | Delfina Gómez Alvarez          |       | 16 septembre 2023 |
| Michoacán               | Alfredo Ramírez Bedolla        |       | 1er octobre 2021  |
| Morelos                 | Margarita González Saravia     |       | 1er octobre 2024  |
| Nayarit                 | Miguel Ángel Navarro Quintero  |       | 19 septembre 2021 |
| Nuevo León              | Samuel García Sepúlveda        | MC    | 4 octobre 2021    |
| Oaxaca                  | Salomón Jara Cruz              |       | 1er décembre 2022 |
| Puebla                  | Alejandro Armenta Mier         |       | 14 décembre 2024  |
| Querétaro               | Mauricio Kuri González         |       | 1er octobre 2021  |
| Quintana Roo            | Mara Lezama                    |       | 25 septembre 2022 |
| San Luis Potosí         | Ricardo Gallardo Cardona       | PVE   | 26 septembre 2021 |
| Sinaloa                 | Rubén Rocha Moya               |       | 1er novembre 2021 |
| Sonora                  | Alfonso Durazo Montaño         |       | 13 septembre 2021 |
| Tabasco                 | Carlos Manuel Merino Campos    |       | 26 août 2021      |
| Tamaulipas              | Américo Villarreal Anaya       |       | 1er octobre 2022  |
| Tlaxcala                | Lorena Cuéllar                 |       | 31 août 2021      |
| Veracruz                | Rocío Nahle García             |       | 1er décembre 2024 |
| Yucatán                 | Joaquín Díaz Mena              |       | 1er octobre 2024  |
| Zacatecas               | David Monreal Ávila            |       | 12 septembre 2021 |